# Pedra Preta (kommun i Brasilien, Rio Grande do Norte)
Pedra Preta är en kommun i Brasilien.   Den ligger i delstaten Rio Grande do Norte, i den östra delen av landet, 1 700 km nordost om huvudstaden Brasília. Antalet invånare är 2 583.
Omgivningarna runt Pedra Preta är huvudsakligen savann. Runt Pedra Preta är det glesbefolkat, med 9 invånare per kvadratkilometer.